# Буше, Жан (богослов)
Жан Буше́ (фр. Jean Boucher; 1548, Париж — 1645 или 1646, Турне) — французский религиозный деятель, педагог и писатель, проповедник времён Лиги.

## Биография
Философию изучал в коллеже в Бургундии, богословие — в коллеже в Крассине. Преподавал философию, богословие, был доктором и приором Сорбонны, ректором этого университета и настоятелем церкви св. Бенедикта (фр. Église Saint-Benoît-le-Bétourné, снесена в 1831). 
Ненавидел короля Генриха III и с 1585 года был членом и активным сторонником Лиги («Война трёх Генрихов»). Он принимал деятельное участие в возмущении 12 мая 1588 года, во время которого впервые получили применение баррикады (соответствующие проповеди в своей церкви начал ещё в 1587 году); те же идеи высказывал и в своих произведениях. В 1588 году издал под псевдонимом Фомы Вальсингема резкую сатиру против герцога д'Эпернона под заглавием «Histoire tragique et mémorable de Gaveston, gentilhomme saxon, jadis mignon d’Edouard II». В следующем году напечатал — уже под собственным именем — сочинение, направленное против короля, под заглавием «De justa Henri III abdicatione e Francorum regno», в котором пытался демонизировать монарха и открыто призывал к его убийству. 
Некоторые выражения, приведённые в проповеди, произнесенной им в день убийства Генриха III (1 августа 1589), дают право предполагать, что он знал о планах Жака-Клемана и участвовал в его заговоре, что подтверждается одним из произведений Буше, в котором он оправдывает и восхваляет его, доказывая, что вовсе не следует держать сторону короля Наваррского.
В 1591 году написал апологию казни президента Бриссона. После перехода в католичество Генриха IV в течение девяти дней, с 1 по 9 августа 1593 года, произносил проповеди, в которых пытался доказать неискренность этого обращения и призывал население не признавать его королём; после сдачи Парижа они были в марте 1594 года публично сожжены, а сам Буше после коронации Генриха IV в феврале 1594 года был вынужден бежать из столицы.
Став архидиаконом кафедрального собора в Турне, продолжал бороться против короля и издавал там различные сочинения в защиту казнённых или пострадавших участников Лиги и с обвинениями Генриха IV и его партии. Наиболее известной работой этого периода является «Апология Жана Шателя" (Apologie pour Jean Chatel) (1595), в которой восхваляет несостоявшегося убийцу Генриха IV как героя и даже выражает надежду на новую попытку. 
14 мая 1610 года Генрих IV был убит католическим фанатиком Франсуа Равальяком.
В 1623 году Жан Буше опубликовал трактат "Мистическая корона"« (Couronne mystique), в котором призывал к союзу Людовика XIII и Филиппа IV Испанским.